# 73e parallèle nord
Pour les articles homonymes, voir 73e parallèle.
En géographie, le 73e parallèle nord est le parallèle joignant les points de la surface de la Terre dont la latitude est égale à 73° nord.

## Géographie

### Dimensions
Dans le système géodésique WGS 84, au niveau de 73° de latitude nord, un degré de longitude équivaut à 32,647 km ; la longueur totale du parallèle est donc de 11 753 km, soit environ  29,3% de celle de l'équateur. Il en est distant de 8 104 km et du pôle Nord de 1 898 km,.
Comme tous les autres parallèles à part l'équateur, le 73e parallèle nord n'est pas un grand cercle et n'est donc pas la plus courte distance entre deux points, même situés à la même latitude. Par exemple, en suivant le parallèle, la distance parcourue entre deux points de longitude opposée est 5 876 km ; en suivant un grand cercle (qui passe alors par le pôle nord), elle n'est que de 3 796 km.

### Durée du jour
À cette latitude, le soleil est visible toute la journée au solstice d'été, et reste sous l'horizon toute la journée au solstice d'hiver.